# Жанатурмис (Мугалжарський район)
Жанатурми́с (каз. Жаңатұрмыс) — село у складі Мугалжарського району Актюбінської області Казахстану. Входить до складу сільського округу імені Кудайбергена Жубанова.
Населення — 135 осіб (2021; 192 у 2009, 226 у 1999, 291 у 1989).